# Jerzy Wybieralski
Jerzy Wybieralski (ur. 8 września 1954 w Poznaniu) – polski hokeista na trawie, trener, działacz sportowy, olimpijczyk z Moskwy 1980.
Reprezentował klub Warta Poznań, z którym to klubem zdobył mistrza Polski na otwartym boisku (lata 1971, 1973, 1975, 1976, 1979, 1980) i w hali (lata 1971, 1973, 1976, 1979, 1980).
W reprezentacji Polski (w latach 1973-1988) rozegrał 219 spotkań zdobywając w nich 15 bramek.
Uczestnik mistrzostw świata w Kuala Lumpur (1975) - 10. miejsce, Buenos Aires (1978) - 9. miejsce, Londynie (1986).
Uczestnik mistrzostw Europy w Hannoverze (1978) na których Polska zajęła 5. miejsce, Amsterdamie (1983) - 9. miejsce, Moskwie (1987) - 5. miejsce.
Brał udział w igrzyskach olimpijskich w Moskwie w których Polska zajęła 4. miejsce.
Po zakończeniu kariery sportowej podjął pracę trenera. Prowadził m.in. reprezentację Polski mężczyzn podczas Igrzysk w Sydney, reprezentację Polski kobiet.
Brat olimpijczyka Józefa Wybieralskiego oraz wujek Krzysztofa Wybieralskiego i Łukasza Wybieralskiego.
Odznaczony złotym Krzyżem Zasługi.